# Riad Haidar
Pour les articles homonymes, voir Haidar.
Riad Haidar, né le 28 décembre 1974 à Dakar (Sénégal), est un scientifique français spécialiste de nanophotonique et d'opto-électronique. Il est directeur scientifique général de l'ONERA depuis 2022, et professeur chargé de cours à l'École polytechnique et à l'Institut d'optique Graduate School.

## Biographie
Riad Haidar est un ancien élève du lycée Janson-de-Sailly à Paris. Après des études d'ingénieur à SupOptique (diplômé en 1999), il a effectué son doctorat en physique sous la direction d'Emmanuel Rosencher et Claude Fabre, qu'il a soutenu en 2003. Il a été recruté comme ingénieur-chercheur à l'ONERA, puis nommé maître de recherches en 2009, obtient sa HDR et enfin directeur de recherche en 2017. Il y a fondé en 2015 le groupe de nanophotonique MiNaO, dont les activités explorent le potentiel des nanotechnologies pour l'opto-électronique dans le domaine infrarouge.
De 2017 à 2021, Riad Haidar a été directeur scientifique du domaine Physique de l'ONERA. Il y pilotait les recherches de trois départements scientifique : Électromagnétisme et radar ; Optique et techniques associées ; Physique, instrumentation, environnement, espace.
Depuis le 1er janvier 2022, Riad Haidar occupe la fonction de directeur scientifique général de l'ONERA en remplacement de Stéphane Andrieux, où il est chargé de définir et de mettre en œuvre la politique scientifique. Il devient membre du comité exécutif.

## Recherche scientifique
Ingénieur physicien, Riad Haidar s’intéresse à l’ingénierie de fonctions opto-électroniques par la réalisation de motifs nano- ou micrométriques. Ses travaux portent sur la mise en œuvre de l'accord de phase de Fresnel, la réalisation de sources thermiques de faible inertie et à motifs spatiaux, la photodétection infrarouge exploitant le confinement de la lumière grâce à des nano-antennes... Ses travaux ont toujours une finalité applicative, et se font dans le cadre de partenariats académiques et industrielles. Ils lui ont valu le Trophée de l’Innovation INPI 2009 et le Prix Aymé-Poirson de l'Académie des sciences en 2018 (catégorie : Prix des applications des sciences à l'industrie).
Il est l’auteur de plus de 140 publications scientifiques (Indice H = 28, 3140 citations en janvier 2022), a reçu plus de 25 invitations dans des conférences internationales et a déposé une dizaine de brevets.
Il a  assumé la charge de trésorier, puis de vice-président de la Société française d'optique (SFO).

## Enseignement
Après l'obtention de son habilitation à diriger les recherches en 2010, il a été recruté comme professeur chargé de cours à l'École polytechnique, où il enseigne l'opto-électronique. Il est également enseignant dans le cours de Detection System de 2e année du cursus d'ingénieur de l'IOGS avec Julien Moreau, maître de conférences.
De 2019 à 2021, il a dirigé l'IOGS en tant que directeur général adjoint à l'enseignement -– parallèlement à son activité de management de la recherche en Physique à l'ONERA.

## Édition
Il a été le rédacteur en chef de la revue Photoniques, de 2014 à 2019 (5 ans), dont il a étendu la diffusion à l'international en créant un numéro hors-série annuel à dimension européenne, en partenariat avec la Société européenne d'optique (EOS).
En 2015 et 2021, il a été rédacteur en chef invité d’un numéro spécial du magazine La Recherche.
En 2010, il a été rédacteur en chef des Comptes-Rendus de l’Académie des Sciences

## Ouvrages
- Riad Haidar (sous la direction de), Daniel Hennequin (et de) et Fernande Vedel (et de), Champs de lumière, Éditions EDP Sciences pour le compte de http://www.lumiere-societe.fr Lumière & Société, 2017 (ISBN 978-2-7598-2117-4, lire en ligne)
- Riad Haidar (sous la direction de), Cent ans d’histoire de l’Institut d’Optique, Les Ulis, Éditions EDP Sciences pour le compte de l'Institut d'optique Graduate School, 2017, 127 p. (ISBN 978-2-7598-2155-6)

- Riad Haidar, Sous la lumière, les hommes, Les Ulis, Éditions EDP Sciences, 2014, 184 p. (ISBN 978-2-7598-1082-6)

- Alexandre Moatti (sous la direction de), Regards sur les textes fondateurs, t. 2, Paris, Cassini, 2012, 249 p. (ISBN 978-2-84225-153-6)

## Distinctions
- Chevalier de l'ordre national du Mérite (2024)

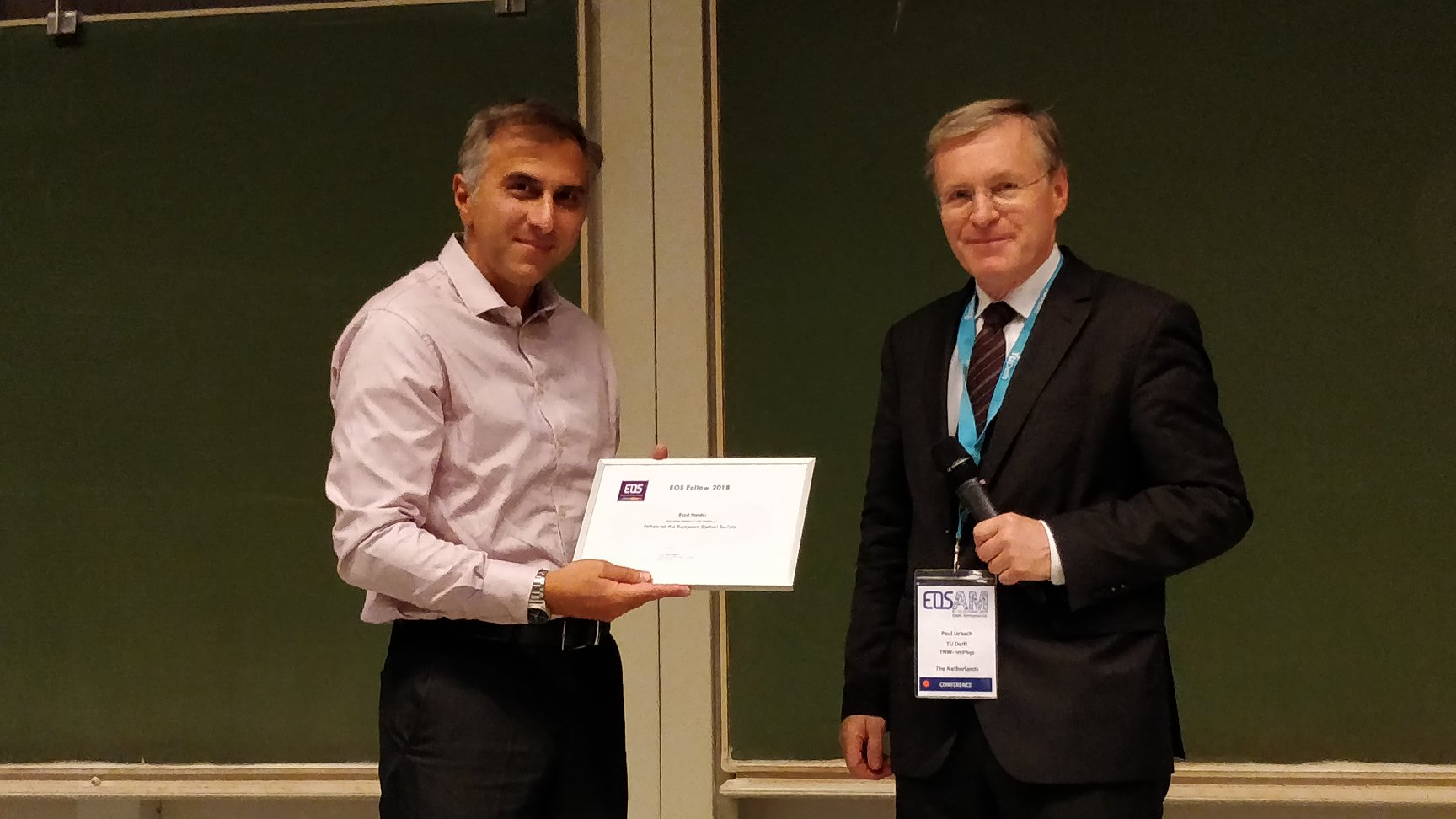
Riad Haidar élu fellow de l'EOS en 2018.

- Prix Aymé Poirson de l’Académie des Sciences (2018)
- Fellow de l’European Optical Society (2018)
- Chevalier de l'ordre des Palmes académiques (2017)
- Trophée de l’Innovation INPI pour le laboratoire VISIO (2009)[10]